# Китасато Сибасабуро
Китасато Сибасабуро (яп. 北里 柴三郎, きたざと しばさぶろう Китасато Сибасабуро:, 29 января 1853 — 13 июня 1931) — японский врач и бактериолог. Известен как один из первооткрывателей возбудителя чумы.
Член Японской академии наук (1906), иностранный член Лондонского королевского общества (1908).

## Биография
Китасато Сибасабуро родился в селе Окуни провинции Хиго (современный посёлок Огуни префектуры Кумамото) в конце периода Эдо. Старший сын деревенского старосты Китасато Корэнобу.
Первоначально планировал сделать военную карьеру, но в 1872 году (по совету своих родителей), после окончания школы княжества Кумамото (Дзисюкана), поступил в медицинское училище Кумамото. Здесь он познакомился с голландским военным врачом Константом Георгом ван Мансвельтом (1832—1912). Мансвельт оценил способности молодого Китасато и рекомендовал его для дальнейшего образования в Токио, а затем в Европу.
В 1875 году Китасато получил степень в медицинском училище Токио, реорганизованном в 1877 году в медицинский факультет Токийского университета, и окончил его в 1883 году. Впоследствии работал в качестве младшего научного сотрудника департамента здравоохранения Министерства внутренних дел.
По совету и при поддержке профессора бактериологии Огаты Масанори Китасато в 1885 году отправился в Берлин. В Берлине он под руководством Роберта Коха сначала работал в Гигиеническом институте Берлинского университета, где в 1889 году изолировал чистую культуру столбнячной палочки (Clostridium tetani), затем в 1890 году выделил столбнячный токсин, а в 1891 году уже в качестве ассистента Института инфекционных болезней, совместно с Эмилем Берингом создал противостолбнячную сыворотку, кроме этого участвовал в разработке средств против дифтерии и сибирской язвы. В 1892 году получил в Германии звание профессора и вернулся на родину, где в Токио встал во главе вновь открытого Института инфекционных болезней; с 1896 года был директором Госпиталя для заразных болезней, а также заведовал санитарной лабораторий и пастеровской станцией по лечению собачьего бешенства.
В 1911 году принимал участие в ликвидации эпидемии лёгочной чумы в Маньчжурии, был делегатом от Японии на открывшейся в апреле 1911 года в Мукдене международной конференции врачей-эпидемиологов по борьбе с чумой.
В 1913 году за заслуги в бактериологических исследованиях и вклад в борьбу с эпидемиями получил баронский титул (яп. 男爵 дансяку) в японской системе дворянства, а в 1924 году был возведен в звание пэра.
Когда в 1914 году Институт инфекционных болезней был присоединён к Токийскому императорскому университету, Китасато Сибасабуро ушёл в отставку в знак протеста и основал институт Китасато (предшественник университета Китасато), который он и возглавлял до конца своей жизни.
В сентябре 1921 года доктор Китасато вместе с несколькими учеными-медиками основал корпорацию Sekisen Ken’onki с целью разработки и производства надёжных клинических термометров. Позднее компания была переименована в корпорацию Terumo.
В 1917 году Китасато Сибасабуро стал первым деканом медицинского факультета университета Кэйо, с 1923 первый президент медицинской ассоциации Японии.
Умер Китасато Сибасабуро в 1931 году в своём доме в Токио от кровоизлияния в мозг. Похоронен на токийском кладбище Аояма.

### Открытие возбудителя чумы
В 1894 году по просьбе японского правительства во время эпидемии бубонной чумы Китасато Сибасабуро побывал в Гонконге и, выделив бактерии, пришёл к выводу, что именно они были причиной болезни. Александр Йерсен, работая отдельно, обнаружил тот же организм через несколько дней. По причине того, что первоначальные доклады Сибасабуро были несколько неконкретны и противоречивы, некоторые исследователи отдают право единственного открывателя Йерсену. Однако тщательный анализ морфологии организмов, обнаруженных доктором Китасато в Гонконге в конце июня и начале июля 1894 года, показал, что «Сибасабуро выделил, описал и достаточно охарактеризовал именно бациллу чумы» и ему «не может быть отказано в этом открытии», сделанном независимо от Йерсена, который выделил ту же бациллу 20 июня. Возможно, на противоречивость в докладах Китасато, описывающих выделенную бактериальную культуру, и на отличия от описания, составленного Йерсеном, повлияло загрязнение проб Китасато пневмококками.